# 三浦愛佳
三浦 愛佳（みうら あいか、1972年 - ）は、日本の雑誌編集者。

## 経歴
福岡県に生まれる。1991年福岡県立修猷館高等学校を経て、1995年お茶の水女子大学文教育学部を卒業。
1995年中央公論社（1999年から中央公論新社）に入社。文芸書籍の編集を担当後、2008年婦人公論編集部に配属され、特集デスク、副編集長を経て、2018年編集長に就任。
新型コロナウイルスの影響で「おうち時間」が長くなったことにより、読者から「しっかりした情報を、じっくり、ゆったりしたペースで読みたい」との声が多く寄せられたことを受け、2022年1月発売の婦人公論2022年2月号から、月2回だった刊行を月刊にし、ページ数を増やして内容をより充実させるとともに、文字を大きくするなどのリニューアルを行った。